# Bjørn Grimnes
Bjørn Grimnes (* 24. September 1950 in Kongsberg) ist ein ehemaliger norwegischer Speerwerfer.
Bei den Olympischen Spielen kam er 1972 in München auf den fünften und 1976 in Montreal auf den 13. Platz.
1978 schied er bei den Leichtathletik-Europameisterschaften in Prag in der Qualifikation aus.
1972, 1973 und 1978 wurde er Norwegischer Meister. Seine persönliche Bestleistung von 88,32 m stellte er am 28. Juni 1978 in Helsinki auf.